# بيا ليندستروم
بيا ليندستروم (بالسويدية: Pia Lindström)‏ هي معلقة رياضية وصحفية وممثلة سويدية، ولدت في 20 سبتمبر 1938 بستوكهولم في السويد.

## أعمال

### أفلام
- (1964) زوربا اليوناني

## وصلات خارجية
- بيا ليندستروم على موقع IMDb (الإنجليزية)
- بيا ليندستروم على موقع قاعدة بيانات الأفلام السويدية (السويدية)
- بيا ليندستروم على موقع ديسكوغز (الإنجليزية)
- بيا ليندستروم على موقع قاعدة بيانات الفيلم (الإنجليزية)